# Шаманизм в Корее
Шамани́зм (кор. 무속신앙?, 巫敎?мусо́к) до недавнего времени являлся одним из нескольких основных религиозных течений, распространённых на Корейском полуострове. Шаманизм в Корее имеет давние корни. С течением времени на него оказывали влияние другие распространённые религии страны — буддизм и даосизм.

## История
Корни корейского шаманизма уходят в глубокое прошлое — он развился из языческих верований племён древнего Чосона. Документальные свидетельства шаманизма стали появляться в период Трёх королевств. В исторических сведениях о народах Пуё, Когурё и других имеются указания на почитание ими духов земли, неба и воздуха, хранителей холмов и рек, почвы, пещер и даже тигра. В особенности ими почитались небо и утренняя звезда. Наряду с одухотворением видимой природы и её сил стояло, по-видимому, общераспространённое представление о том, что после смерти человека душа его продолжает жить, требуя для своего существования подношения со стороны живых. 
Шаманизм упоминается и в главных исторических документах о древней Корее — «Самгук юса» и «Самгук саги». Ритуальные обряды шаманизма продолжали процветать и в эпоху Корё, однако начиная с периода Чосон, когда официальной религией стало конфуцианство, шаманизм стал преследоваться, тем не менее не теряя популярности среди простого народа. Во время японской оккупации в начале XX века националистически ориентированные фольклористы начали продвигать идею о том, что шаманизм представляет древнюю религию Кореи и проявление её национальной культуры; позже эту идею активно продвигали сами шаманы. 
Свобода вероисповеданий, провозглашённая в Южной Корее после Второй мировой войны позволила сохранить шаманизм как религию, но преследования продолжилось после Военной революции 16 мая и правления Верховного совета национальной перестройки в рамках Нового общественного движения. После окончания Корейской войны преследование религиозных течений шаманизма продолжилось в КНДР, в настоящее время осуществление шаманских культов на территории КНДР сопряжено с большими рисками и сложностями со стороны Департамента государственной безопасности КНДР. Более позитивная оценка шаманизма произошла в Республике Корея с конца 1970-х годов, особенно после того, как практикующие шаманы были связаны с демократическим движением и стали рассматриваться как источник корейской культурной самобытности.

## Особенности

### Шаманы

#### Пансу
Пансу — слепые колдуны, которые начинали своё ремесло с самого юного возраста. Колдовство для них зачастую служит единственным средством к существованию. Насколько выгодно это ремесло, видно из того, что родители слепорожденных детей считались счастливыми, так как заработок этих будущих пансу вполне обеспечивал их старость.
Слепые, поступающие в корпорации (общину) пансу, были обязаны, прежде принятия в число членов, пробыть на испытании 3 года, в течение которых их посвящали во все тайны колдовства. Колдун, кроме того, должен был знать обычаи, привычки и слабые стороны всех классов корейского общества, чтобы уметь обращаться со своими посетителями.

#### Мудан
Мудан (кор. 무당?, 巫堂?) — более многочисленный тип шаманов. Муданы — обычно женщины, хотя к ним причисляются также и мужчины — паксуму, но функции мудан считаются настолько свойственными одним лишь женщинам, что даже паксуму на время исполнения своих обрядов переодеваются в женское платье (Ср. с русским «ведьма», «ворожея»).
Для того, чтобы сделаться мудан, требуется сверхъестественное призвание и ознакомление с методами колдовства у того, кто им уже занимался раньше.
Призвание, имеющее большое значение, основывается на осознании, что демон овладел женщиной и вселился в неё настолько прочно, что подчинил себе её волю. Вначале женщина будто бы заболевает, болезнь может длиться от 1 месяца до 3 лет, причём в течение этого времени ей снятся дракон, радуга, персиковое дерево в цвету или же вооружённый человек, превращающийся внезапно в какого-нибудь зверя.
Повинуясь «демонскому зову», женщина порывает все родственные и общественные узы, покидает родителей, мужа и детей и слушается одного лишь «зова». С этого момента она становится в совершенно особое положение, и хотя её услуги признаются необходимыми, она считается изгнанной из общества.

### Духи
Основой корейского шаманизма является почитание духа неба (Сандже), от которого исходят все земные блага: произрастание злаков, сохранение и поспевание жатвы, избавление от болезней и т. д. С небом соединяется представление о высшем существе, создателе и хранителе видимого мира.
Наряду с почитанием неба корейцы одухотворяют видимую природу, населяя все её предметы бесчисленными духами или демонами, так что корейский шаманизм носит характер скорее пандемонизма. Эти демоны, по верованиям корейцев, наполняют землю, воздух и море. Они живут под каждым деревом, в каждом овраге, ручье и горном ущелье. Они находятся на каждой крыше, потолке, в очагах и бревнах. Все углы корейского жилья подчинены демонам. Существует основание предполагать, что в доисторические времена для умилостивления этих духов приносились даже человеческие жертвы, но затем грубые и жестокие формы служения им постепенно смягчились. Весьма вероятно, что на такое смягчение и вообще на умеренный характер корейского шаманизма оказало сильное влияние появление в Корее буддизма.
Демоны корейского шаманизма могут быть разделены на две категории. Первая — самостоятельно существующие духи, невидимые враги человека, намерения которых всегда направлены ко вреду и злу, а отчасти души людей, скончавшихся в бедности и разных лишениях; эти души бродят по свету голодные, неодетые, беспокойные, и причиняют неисчислимые бедствия тем, кто не удовлетворяет их потребностей. К этой категории относится большинство духов.
Другая категория состоит из самостоятельных добрых духов, а также из теней счастливых и добродетельных людей. Но и эти духи очень обидчивы и прихотливы. Лишь посредством умилостивительных жертвоприношений можно поддерживать их доброе к себе расположение и заручиться их поддержкой в достижении своих стремлений и защитой их от мести злых духов. Благополучие человека зависит от его уменья снискать себе расположение добрых духов.

### Ритуалы
Ритуал как набор правил совершения обряда в корейском шаманизме называется «кут» («гут»). Во время кута шаман общается с духами (камлает) — поёт и танцует, входя в состояние транса. При исполнении ритуала одежда шамана меняется несколько раз.
Кут содержит три основных элемента — дух, олицетворяющий предмет поклонения, человека, который обращается к духу, и шамана как связующее звено между первыми двумя.
Исполнение кута отличается в зависимости от региона, от предназначения ритуала, объекта поклонения. Кроме того, каждый шаман вносит свои индивидуальные элементы в ритуал.
Основные виды ритуалов — нэрим кут, тодан кут и сситким кут.
- Нэрим кут (кор. 내림굿)

Это обряд инициации. Во время исполнения обряда в человека, который собирается стать шаманом, вселяется дух. Кандидат страдает от неизвестной болезни, которая называется синбён. Она также известна как болезнь духа и характеризуется потерей аппетита, визуальными и слуховыми галлюцинациями. Нэрим кут излечивает эту болезнь, превращая человека в шамана.
- Тодан кут (도당굿)

Этот ритуал распространён в центральных провинциях Южной Кореи. Целью является обеспечение процветания и развития отдельной деревни или посёлка. Обряд проводится ежегодно или раз в несколько лет, обычно во время празднования Нового Года или весной.
- Сситким кут (씻김굿)

Обряд используется для очищения души больного человека. С древних времён в Корее существовало поверье, что после смерти душа не может попасть в царство мёртвых, если она недостаточно чиста. Обряд наблюдается в основном на юго-западе Кореи.
- Чохон кут

Обряд изгнания злых духов, который взывает и успокаивает духи умерших.
- Региональные обряды

Ритуалы не приурачиваются к григорианскому календарю. Обычно они связаны с определённым событием (смерти, рождению) или проводятся в определённую дату по лунному календарю.
| Название                      | Назначение | Регион                                                         |
| ----------------------------- | --- | -------------------------------------------------------------- |
| Хамгёндо манмук кут           | Проводится через три дня после смерти для того, чтобы открыть душе путь в царство мёртвых. | Хамгёндо                                                       |
| Пхёнгандо тари кут            | Обряд проводится для того, чтобы облегчить душе умирающего человека путь в царство мёртвых. Включает некоторые элементы из буддийской культуры. | Пхёнгандо                                                      |
| Хванхэдо нэрим кут            | Традиционный обряд инициации шамана. | Хванхэдо                                                       |
| Хванхэдо чинокви кут          | Обряд проводится для защиты души умершего человека от злых духов. | Хванхэдо                                                       |
| Онджин пэйонсин кут           | Обряд рыбаков в честь морского царя-дракона, который должен обеспечить богатый улов и защитить от непогоды. | Хванхэдо                                                       |
| Янджу сонори кут              | Почитание домашнего скота. Проводится для обеспечения хорошего урожая и процветания коммуны. Один из самых сложных шаманских ритуалов в Корее. | Янджу, Кёнгидо                                                 |
| Соуль (Сеульский) тан кут     | Обряд, проводящийся для обеспечения мира и богатого урожая. | Гора Чонбальсан, Тапсимни-дон, Синхэ-дон, гора Понхвасан, Сеул |
| Соуль (Сеульский) чиногви кут | Обряд, провожающий душу умершего в страну мёртвых. Считается, что он помогает умершему человеку попасть в рай в течение 49 дней после смерти — так как в даосизме считается, что у человека семь душ, каждая из которых возносится на небеса ровно через семь дней.             | Сеул                                                           |
| Кёнгидо тодан кут             | Обряд совершается каждый второй месяц года по лунному календарю. Оберегает общину от злых духов. | Района Тинмак, район Чанмаль в Пучхоне, Кёнгидо                |
| Каннын тано кут               | Крупномасштабный обряд, в который бывают вовлечены несколько десятков шаманов, возносящих молитвы духам гор для защиты общины от диких животных, обеспечения хорошего урожая и богатого улова рыбы. Во время обряда разыгрывается целый спектакль с масками и народными играми. | Каннын, Канвондо (Южная Корея)                                 |
| Ынсан пёльсин кут             | Ритуал посвящён духу, оберегающему деревню. Включает инсценировку битвы генерала Поксина и преподобного Точхима, который в своё время восстановил независимость государства Пэкче.                                                                                              | Ынсанни, Пуё, Чхунчхон-Намдо                                   |
| Суёнпхо суман кут             | Обряд предназначен для того, чтобы проводить в царство мёртвых души людей, погибших на море. | Йонъиль, Кёнсан-Пукто                                          |
| Кансари пом кут               | Обряд проводится раз в три года. Шаманы молятся о защите от тигров, богатом улове рыбы и мире в общине. | Кансари, Йонъиль, Кёнсан-Пукто                                 |
| Коджедо пёльсин кут           | Во время этого обряда шаманы призывают духов обеспечить богатый улов. | Коджедо, Кёнсан-Намдо                                          |
| Тхонён огвисэнам кут          | Обряд предназначен для того, чтобы проводить в царство мёртвых души людей, погибших на море. | Тхонъён, Кёнсан-Намдо                                          |
| Видо ттибэ кут                | Обряд рыбаков для обеспечения хорошего улова | Остров Видо, Пуан, Чолла-Пукто                                 |
| Чиндо сситким кут             | Обряд очищения души умирающего человека. Также проводится через год после смерти. | Остров Чиндо, Чансандо, Чолла-Намдо                            |
| Чеджудо син кут               | Обряд повышения ранга шамана, либо инициации шамана. В течение жизни шаман проходит через три таких ритуала. | Чеджудо                                                        |
| Чеджудо йондын кут            | Обряд проводится каждый второй месяц по лунному календарю. Представляет собой поклонение Йондынсин, богине моря, обеспечивающей богатый улов. | Прибрежные районы Чеджудо                                      |
| Чеджудо мухон кут             | Обряд очищения душ людей, погибших на море. | Чеджудо                                                        |

## Шаманизм сегодня
Сейчас шаманизм практически утерял свои позиции. Ритуальные обряды шаманизма в Корее можно увидеть, например, во время фольклорных фестивалей или народных праздников. Однако даже сейчас при решении сложных проблем или в тяжёлых ситуациях корейцы обращаются к шаманам за помощью. Основное проявление шаманизма в современной Корее — это гадальные дома («чом чип»), где можно предугадать свою судьбу, заранее узнать о работе, женитьбе или результатах важных экзаменов.